# Zdeněk Rylich
Zdeněk Rylich (7. března 1931 Nymburk – 3. září 2024 Praha) byl československý basketbalista, reprezentant. Je zařazen na čestné listině zasloužilých mistrů sportu.

## Sportovní kariéra
Byl hráčem reprezentačního družstva Československa, se kterým se zúčastnil Olympijských her 1952 a čtyř Mistrovství Evropy, na nichž získal dvakrát stříbrnou a jednu bronzovou medaili. Za reprezentační družstvo odehrál celkem 90 utkání v letech 1951–1959.
Jako hráč s týmy Slovan Orbis Praha a Slavia Praha Pedagog byl v letech 1952 až 1959 dvakrát mistrem a dvakrát vicemistrem Československa.
Za Slovan Orbis Praha hrál dvakrát v Poháru evropských mistrů, v roce 1960 se probojovali až do semifinále, kde podlehli vítězi poháru ASK Riga.
V roce 1998 obdržel od města Nymburk vyznamenání Stříbrný lev udělené za dlouholetou vynikající reprezentaci státu a vynikající sportovní úspěchy. V roce 2001 v anketě o nejlepšího českého basketbalistu dvacátého století skončil na 21. místě. V roce 2006 byl uveden do Síně slávy České basketbalové federace.

### Hráč klubů
- 1950–1951 Dynamo Slavia Praha, 11. a 6. místo
- 1952–1953 Slavia Pedagog Praha, vicemistr (1952), 7. místo (1953)
- 1953–1954 Ekonom Praha, 6. místo
- 1954–1956 Slavia ITVS Praha, 2× 6. místo
- 1956–1966 Slovan Orbis Praha, 2× mistr Československa (1957, 1959), 1× vicemistr (1958), 1× 3. místo (1961), 3× 4. (1960, 1962, 1965), 2× 5. (1963, 1964), 9. (1966), 10. (1967)

### Úspěchy
- Československá liga
  - 1. liga basketbalu Československa: celkem 5 medailových umístění: 2× mistr Československa (1957, 1959), 2× vicemistr (1952, 1958), 1× 3. místo (1961)
- FIBA – Evropské basketbalové poháry
  - Pohár evropských mistrů se Slovanem Orbis Praha: 2× účast (1958, 1960), v roce 1960 postup až do semifinále (vyřazeni vítězem poháru ASK Riga)
- Jiné
  - 21. místo v anketě o nejlepšího českého basketbalistu dvacátého století

### Československá reprezentace
Olympijské hry
- 1952 Helsinki – 10. místo z 23 národních týmů, celkem 0 bodů ve 2 zápasech
- 1960 – předolympijský turnaj Bologna, Itálie (59/6), postup na Olympijské hry 1960

Mistrovství Evropy
- na čtyř ME celkem 169 bodů ve 37 zápasech
  - 1953 Moskva (44 bodů/10 zápasů),
  - 1955 Budapest (52/9)
  - 1957 Sofia (41/10)
  - 1959 Istanbul (32/8),
- úspěchy
  - 2× vicemistr Evropy (1955, 1959), 1× 3. místo (1957), 1× 4. místo (1953)